# Pherbellia melanderi
Pherbellia melanderi är en tvåvingeart som beskrevs av Steyskal 1963. Pherbellia melanderi ingår i släktet Pherbellia och familjen kärrflugor. Inga underarter finns listade i Catalogue of Life.